# Terminal de Ómnibus de Río de Janeiro
La Terminal de Ómnibus de Río de Janeiro (en portugués Terminal Rodoviário do Rio de Janeiro y anteriormente llamada Terminal Rodoviário Novo Rio) es una estación terminal de ómnibus ubicada en la ciudad Río de Janeiro, Brasil. Fue construida en 1965 por el gobernador del estado de Guanabara Carlos Lacerda. Se ubica próxima al centro de la ciudad y de las principales vías de entrada y salida de Río de Janeiro (Puente Río-Niterói, Avenida Brasil y Línea Vermelha). La terminal está integrada con el servicio del VLT Carioca, que le permite tener acceso al Aeropuerto Santos Dumont además de a varios otros puntos en el centro. Es administrada por la empresa privada Rodoviária do Rio de Janeiro S/A, que introdujo varias mejoras en la terminal desde los años 1990.